# Hearts of Iron IV
Hearts of Iron IV é um jogo eletrônico de estratégia desenvolvido pela Paradox Development Studio e lançado em 2016.  É a sequência de Hearts of Iron III e parte da série Hearts of Iron, que têm foco na Segunda Guerra Mundial.
Foi anunciado formalmente em janeiro de 2014 para ser lançado no primeiro semestre de 2015, para depois ter seu lançamento prorrogado para o segundo semestre de 2015. No dia 15 de março foi anunciado que a data do lançamento do jogo seria no dia 06 de junho de 2016 em comemoração ao 72º aniversário dos Desembarques da Normandia.
O jogo utilizou o codinome Project Armstrong durante seu desenvolvimento. Hearts of Iron IV está disponível para Microsoft Windows, OS X e Linux.

## Jogabilidade Geral
O jogador pode jogar modo singleplayer ou multiplayer como qualquer nação do mundo existentes entre 1936 ou 1939, sendo as principais o Reino Unido, a França, os Estados Unidos, a União Soviética, o Japão, a Itália e a Alemanha, datas em que se pode iniciar o jogo.
As forças armadas de uma nação são divididas entre forças navais, forças aéreas e forças terrestres. Para as forças terrestres, o jogador pode treinar, personalizar e comandar divisões que consistem em vários tipos de infantaria, tanques e outras unidades. Essas divisões exigem equipamentos e mão-de-obra para combater adequadamente. A marinha e a força aérea também exigem homens e equipamentos, incluindo os navios e aviões de guerra que são usados em combate, sendo os 3 ramos militares bem complexos e com possibilidades de personalização, dependendo do planejamento e estratégia do jogador. O equipamento é produzido por fábricas militares, enquanto os navios são construídos por estaleiros. Essas fábricas e estaleiros militares são, por sua vez, construídos por fábricas civis, que também constroem uma variedade de outros edifícios, que além disso, produzem bens de consumo para a população civil e supervisionam o comércio com outras nações.
A maioria das nações é inicialmente forçada a dedicar um número significativo de suas fábricas civis à produção de bens de consumo, mas à medida que a nação se torna cada vez mais mobilizada, mais fábricas serão liberadas para outros fins. A mobilização é representada como uma "política" que o jogador pode ajustar com a quantidade adequada de poder político, um "recurso" abstrato que também é usado para nomear novos ministros e mudar outras facetas do governo da nação. Além da mobilização, existem outras políticas, incluindo a posição do país sobre recrutamento e comércio.